# 南緯15度線
南緯15度線（なんい15どせん）は、地球の赤道面より南に地理緯度にして15度の角度を成す緯線。大西洋、アフリカ、インド洋、オーストララシア、太平洋、南アメリカを通過する。
この緯度の下では、夏至点時の可照時間は13時間1分であり、冬至点時の可照時間は11時間14分である。

## 通過する地域一覧
南緯15度線は、本初子午線から東に向かって以下の場所を通っている。
| 地理座標                                               | 国土・領土・領海     | 備考 |
| ------------------------------------------------------ | -------------------- | --- |
| 南緯15度0分 東経0度0分 / 南緯15.000度 東経0.000度      | 大西洋               | |
| 南緯15度0分 東経12度9分 / 南緯15.000度 東経12.150度    | アンゴラ             | |
| 南緯15度0分 東経22度0分 / 南緯15.000度 東経22.000度    | ザンビア             | |
| 南緯15度0分 東経30度13分 / 南緯15.000度 東経30.217度   | モザンビーク         | |
| 南緯15度0分 東経34度37分 / 南緯15.000度 東経34.617度   | マラウイ             | |
| 南緯15度0分 東経35度52分 / 南緯15.000度 東経35.867度   | モザンビーク         | |
| 南緯15度0分 東経40度39分 / 南緯15.000度 東経40.650度   | インド洋             | モザンビーク海峡 - モザンビーク島のちょうど北を通過。 |
| 南緯15度0分 東経47度13分 / 南緯15.000度 東経47.217度   | マダガスカル         | |
| 南緯15度0分 東経50度20分 / 南緯15.000度 東経50.333度   | インド洋             | |
| 南緯15度0分 東経124度54分 / 南緯15.000度 東経124.900度 | オーストラリア       | 西オーストラリア州 - コロネーション諸島, フレデリック王子港,ケンブリッジ湾を通過。 ノーザンテリトリー                                                                         |
| 南緯15度0分 東経135度31分 / 南緯15.000度 東経135.517度 | カーペンタリア湾     | |
| 南緯15度0分 東経141度40分 / 南緯15.000度 東経141.667度 | オーストラリア       | クイーンズランド州 |
| 南緯15度0分 東経145度20分 / 南緯15.000度 東経145.333度 | 珊瑚海               | |
| 南緯15度0分 東経166度35分 / 南緯15.000度 東経166.583度 | バヌアツ             | エスピリトゥサント島 - ビッグ湾を通過。 |
| 南緯15度0分 東経167度3分 / 南緯15.000度 東経167.050度  | 珊瑚海               | |
| 南緯15度0分 東経168度6分 / 南緯15.000度 東経168.100度  | バヌアツ             | マエウォ島 |
| 南緯15度0分 東経168度8分 / 南緯15.000度 東経168.133度  | 太平洋               | マタイヴァ環礁（ フランス領ポリネシア）のちょうど南を通過。 |
| 南緯15度0分 西経148度17分 / 南緯15.000度 西経148.283度 | フランス領ポリネシア | ティケハウ環礁とランギロア環礁を通過。 |
| 南緯15度0分 西経147度35分 / 南緯15.000度 西経147.583度 | 太平洋               | アルトゥア環礁（ フランス領ポリネシア）のちょうど北を通過。 ティケイ島（ フランス領ポリネシア）のちょうど南を通過。 プカプカ環礁（ フランス領ポリネシア）のちょうど南を通過。 |
| 南緯15度0分 西経75度28分 / 南緯15.000度 西経75.467度   | ペルー               | |
| 南緯15度0分 西経69度21分 / 南緯15.000度 西経69.350度   | ボリビア             | |
| 南緯15度0分 西経60度24分 / 南緯15.000度 西経60.400度   | ブラジル             | マットグロッソ州 ゴイアス州 - 約12km マットグロッソ州 - 約8km ゴイアス州 ミナスジェライス州 バイーア州 ミナスジェライス州 バイーア州                                          |
| 南緯15度0分 西経39度0分 / 南緯15.000度 西経39.000度    | 大西洋               | |